# 井川伊平
井川 伊平（いかわ いへい、1895年（明治28年）3月18日 - 1979年（昭和54年）11月2日）は、日本の政治家、弁護士。参議院議員（2期）。

## 経歴
徳島県出身。1921年、明治大学法学部卒業。1923年、札幌市で弁護士事務所を開業。その後、札幌市議会議員（3期）、北海道議会議員（6期）を務め、1951年に北海道議会副議長に就任（1期、当時は国民民主党に所属）。1955年、市議や道議として公共の福祉に奉仕した地方自治発展の功労により藍綬褒章受章。
1959年の第5回参議院議員通常選挙と1965年の第7回参議院議員通常選挙において北海道選挙区より当選（自由民主党）。参議院議員を2期に亘って務め、北海道開発政務次官などに就いた。
1971年4月の春の叙勲で勲二等に叙され、旭日重光章を受章する。同年、第9回参議院議員通常選挙で落選。
1979年11月2日、死去した。84歳没。同月6日、特旨を以て位記を追賜され、死没日付をもって正四位に叙された。